# دشت مرغاب
دشت مرغاب یا منطقه مشهد مرغاب نام دشتی است که در استان فارس شهرستان [خرمبید] در ایران که محوطه پاسارگاد مقبره کوروش بزرگ را احاطه کرده‌است. آن‌طور که گئورگ فریدریش گروتفند گفته‌است، دلیل نامیدن این دشت به نام مرغاب، این است که چشمه‌ای در این دشت جاری است که پرندگان سیاه و قرمز سار مانندی را در گله‌های انبوه به خود جذب می‌کند. بدین جهت این دشت مرغاب به معنی آب مرغان نام دارد. این پرندگان ملخ می‌خورند و بدین صورت دفع آفات زمین‌های کشاورزی می‌کنند که از این جهت بسیار محبوب اهالی این دشت بوده‌اند.
همچنین سه کتیبه منسوب به کوروش کبیر که به سه زبان فارسی باستان، ایلامی و اکدی نگاشته شده‌اند، در این دشت کشف گردیده‌اند.

## فهرست گزیدهٔ منابع و مآخذ
- Heeren, Arnold Hermann Ludwig (1846), "On Pasargadae and the Tomb of Cyrus; by G.F.Grotefend", Heeren's works: Tr. from the German, Volume 5 (به انگلیسی), D.A. Talboys, p. 350-359 {{citation}}: External link in |ژورنال= (help)